# جیسون تری
جیسون تری (انگلیسی: Jason Terry؛ زادهٔ ۱۵ سپتامبر ۱۹۷۷) بازیکن بسکتبال اهل ایالات متحده آمریکا است.
از باشگاه‌هایی که در آن بازی کرده‌است می‌توان به آتلانتا هاوکس، گلدن استیت واریرز، دالاس ماوریکس، هیوستون راکتس، بوستون سلتیکس، و بروکلین نتس اشاره کرد.
وی در مسابقات کشوری و بین‌المللی در مجموع برندهٔ ۱ مدال طلا شده‌است.